# Oi Polloi
Oi Polloi ist eine britische Anarcho-Punk-Band aus Edinburgh, die 1981 gegründet wurde. Sie gilt als eine der wichtigsten Bands dieser Richtung.
Der Name ist ein Wortspiel auf die aus dem Griechischen entliehene englische Wendung hoi polloi (wörtlich: „Die Vielen“, aber auch „Die Masse“, „Das gemeine Volk“). „Oi!“ ist eine Punk-Rock-Spielart, die in Großbritannien Ende der 1970er Jahre in der Jugend der Arbeiterklasse entstand. Oi Polloi spielten am Anfang ihrer Laufbahn hymnenhaften Oi!-Punk, entwickelten sich jedoch später in eine Anarcho-Hardcore-Punk-Richtung. Es tauchen immer wieder auch reine Streetpunk-Stücke und sogar Folk-Punk-Einflüsse in ihrem Repertoire auf.

## Geschichte

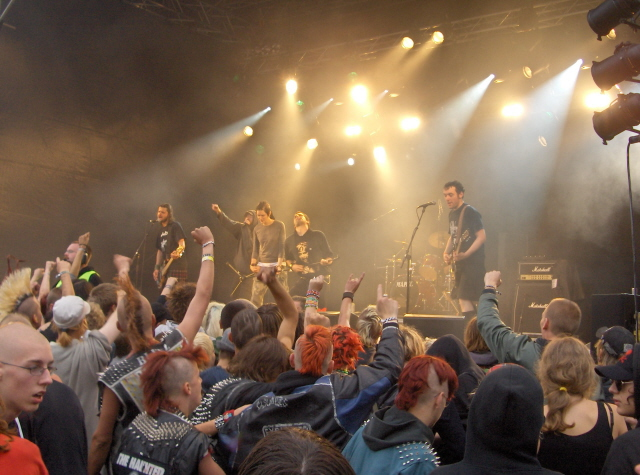
Oi Polloi live auf dem Augustibuiller Festival, Lindeberg, Schweden (August 2005)

Aufgrund des Bandnamens wird in Oi Polloi immer wieder eine „unpolitische Skinhead-Band“ vermutet, tatsächlich waren sie in ihrer Frühphase stark von Gruppen wie den Cockney Rejects und Sham 69 beeinflusst, wandten sich aber später als große Verehrer von anarchistischen Punkbands wie Crass oder Antisect inhaltlich anspruchsvolleren politischen Themengebieten und reduzierterem Hardcore-Punk zu.
Als die Band gegründet wurde, gingen die Bandmitglieder noch zur Schule. Ende 1981 gaben sie ihr erstes Konzert im Stewarts Melville College in Edinburgh.
Nach weiteren Auftritten im Raum Edinburgh nahmen sie ihr erstes Demo Last of the Mohicans auf und veröffentlichten 1984 ihr erstes Studiodemo Destroi the System. Nach einer positiven Besprechung in der Zeitschrift Sounds erhöhte sich die Nachfrage nach Konzerten auch aus der weiteren Umgebung. Es folgten ein weiteres Studiodemo, Green Anarchoi, und danach die erste Schallplatte Resist the Atomic Menace.
Ab 1988 tourten sie auch auf dem europäischen Festland (vor allem Westeuropa) sowie den USA und Kanada.
2003 erschien ihre erste Single (Carson?) auf Schottisch-Gälisch. Seit damals singen sie auch in dieser Sprache und verwenden diese für die tägliche Unterhaltung, da sie das als wichtig für den Erhalt dieser (und anderer) gefährdeter Sprachen erachten. Der Sänger ist auch beim gälischen Fernsehen involviert.
Die Band hatte seit ihrer Gründung in mehreren Inkarnationen über fünfzig verschiedene Mitglieder.

## Stil und Ideologie
Oi Polloi vertreten eine radikale Umweltschutzpolitik mit dem Motto „No compromise in defence of our earth“ (deutsch: Keine Kompromisse bei der Verteidigung unserer Erde). Sie unterstützen Aktionen zur Verteidigung von Tierrechten (einige Bandmitglieder sind Veganer, andere Vegetarier) und rufen in ihren Texten zum Widerstand gegen Rassismus („Apartheid stinx“), Homophobie („When two men kiss“), Neonazismus („Nazi scum“) und Imperialismus („Americans out“) auf. In einigen Liedern thematisieren sie Neopaganismus („Free the Henge“, „Clachan Chalanais“). Auch der Humor kommt nicht zu kurz, wie sich an einem vertonten Kochrezept zur Zubereitung eines veganen Essens („Anarcho-Pie“) zeigt. Als Gegner des Kapitalismus vertreten Oi Polloi die DIY-Philosophie und vertreiben ihre Produkte selbst oder über befreundete kleine Independent-Labels.
In der Vergangenheit wurde der Band vorgeworfen, Antisemiten zu sein, da sie bei ihren Konzerten angeblich Israel-Flaggen verbrannten, und dem gälischen Nationalismus nahezustehen. Die Band bestreitet beides jedoch vehement und besteht darauf, mit ihrem Engagement für die schottische Kultur lediglich gegen einen englischen Kulturimperialismus anzukämpfen.

## Trivia
Die schwedische Band Rednex wurde im Jahr 2011 am Flughafen Tegel mit Oi Polloi verwechselt, sodass die Rednex-Mitglieder versehentlich von einem Fahrer zum Resist-to-Exist-Festival gebracht wurden.

## Diskografie

### Demotapes
- Last of the Mohicans (1984)
- Destroi the System (1985)
- Green Anarchoi (1986)
- 87 Demo (1987)

### 7"-EPs
- Resist The Atomic Menace 1986 (1994 wiederveröffentlicht)
- Outrage 1988
- Omnicide 1991 (Words of Warning Records)
- Guilty 1993
- Oi Polloi / Blownapart Bastards (Split) 1994
- Oi Polloi - s/t (Nikt Nic Nie Wie)
- Bare Faced Hypocrisy Sells Records The Anti-Chumawamba EP. Gemeinsam mit Riot/Clone, The Bus Station Loonies, Anxiety Society, The Chineapple Punks, Love Chips and Peas und Wat Tyler (Ruptured Ambitions Records) 1998
- THC (Campary Rec.) 1998
- Let The Boots Do The Talking (Ruptured Ambitions) 1999
- Carson? (Nikt Nic Nie Wie) 2003
- Ceòl Gàidhlig mar Sgian nad Amhaich. (Mit Mill a h-uile rud, Atomgevitter und Nad Aislingean) (Problem Records) 2005

### 12"-LPs
- Skins 'N' Punks Volume Two (Split mit Betrayed) 1986
- Unlimited Genocide (Split mit A.O.A.) 1986
- Mad As... (Split mit Toxic Ephex) 1987
- Unite And Win (Oi! Records) 1987
- In Defence Of Our Earth (Words Of Warning Records) 1990
- Fight Back! (Re-Release von alten Split Material)
- Total Anarchoi (Live/Studio Collection – CD/LP) 1996
- Fuaim Catha (Skuld Records) 1999
- Outraged By The System (Step-1 Music) 2002
- Ar Cànan, Ar Ceòl, Ar-a-mach (Self-Released CD) 2006
- Gaidhlig na Lasair (Compilation von Underground Gaelic Punk und Techno)(Problem? Records) 2006
- SS Politician (Chaosrurale Records) 2010